# Livre d'Armagh
Pour les articles homonymes, voir Armagh (homonymie).
Le Livre d’Armagh, aussi connu sous le nom de Canon de Patrick ou Liber Ar(d)machanus, est un manuscrit irlandais du IXe siècle, composé vers la même époque que le Livre de Kells. L’ouvrage, conservé au Trinity College de Dublin sous la référence MS 52, contient quelques-uns des plus vieux textes connus en gaélique. La plus grande partie est cependant écrite en latin.

## Historique
La tradition veut que manuscrit ait appartenu à Patrick d'Irlande, ou même que ce dernier l’ait écrit au moins en partie. L'évêque et érudit Charles Graves (en), dès 1845, réussit à déchiffrer le colophon (livre) en partie effacé : il y lit qu'il a été écrit par un moine du nom de Ferdomnach d'Armagh (mort en 845 ou 846 selon les Annales des quatre maîtres et les Annales d'Ulster), et qu'il aurait travaillé pour un successeur (comarba) de Patrick appelé Torbach, vers 807. L'analyse paléographique montre en réalité que l'ouvrage est l'œuvre de trois scribes et qu'il a fait l'objet d'ajouts postérieurs. Un cumdach ou coffret destiné à le protéger est fabriqué en 937 à l'initiative de Donnchad Donn, fils de Flann Sinna, mais il a disparu depuis,. 
Par la suite, l'ouvrage est conservé dans la famille des gardiens de l'ouvrage, jusqu'à la dernière descendante, Florence MacMoyne, qui le vend ou le met en gage vers 1680. Il appartient ensuite à Arthur Brownlow (en) avant 1707 et reste en possession de ses descendant jusqu'en 1853 date à laquelle il est acquis par l'évêque William Reeves. Le primat anglican d'Irlande John George Beresford le lui achète et en fait don au Trinity College de Dublin en 1854.

## Description

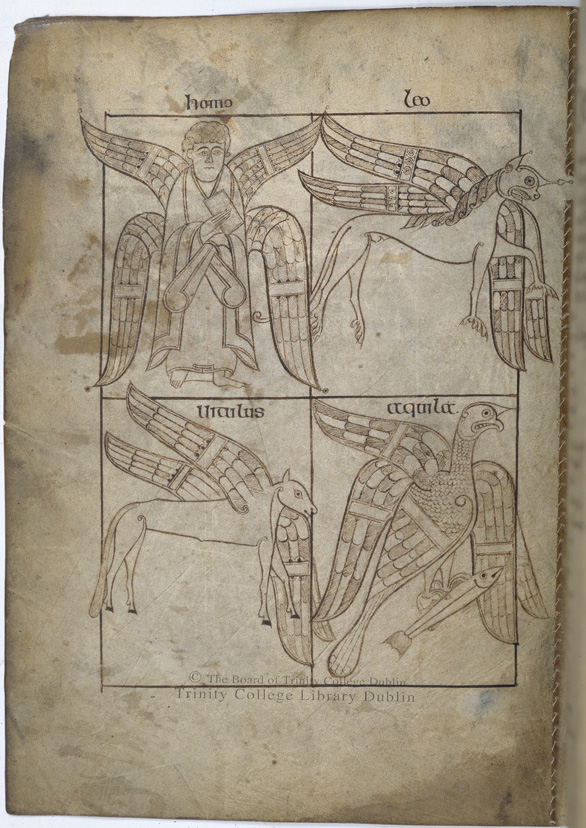
Symboles des évangélistes, f.32v.

Le manuscrit compte 221 folios en vélin. Il mesure 19,4 cm sur 14,4. Le texte est rédigé en deux colonnes, en minuscule irlandaise très fine. Le texte est divisé en trois parties, :
- des documents relatifs à la vie de saint Patrick en latin et gaélique (f.2-24) dont une Vita sancti Patricii de Muirchú maccu Machtheni, Collectanea de Vita S. Patricii de Tírechán, des chartes en latin et en gaélique confirmant des prérogatives des églises et abbayes d'Irlande dont l'une, datée vers 1004, est signée par Brian Boru ou encore les Confessio de saint Patrick ;
- le Nouveau Testament dans sa version de la Vulgate (f.25-190)
- une vie de saint Martin de Sulpice-Sévère (f.191-221)

Il est décoré d'une miniature représentant les quatre symboles des évangélistes (f.32v.) ainsi que de lettrines ornées de têtes d'animaux, de poissons, d'oiseaux, ainsi que d'entrelacs et de spirales en trompette. Les lettrines de la fin du manuscrit (Actes des apôtres et vie de saint Martin) ont été coloriés en rouge, jaune, vert ou bleu. Au folio 170 est dessiné un diagramme représentant symboliquement Jérusalem et ses douze portes.

#### Éditions
- (en) John Gwynn, Liber Ardmachanus: the Book of Armagh, Dublin, 1913 [lire en ligne]
- (en) Edward Gwynn, Book of Armagh, the Patrician Documents. Irish Manuscripts Commission, Facsimiles in Collotype of Irish manuscripts 3. Dublin, 1937. Facsimile edition.
- (en) Bieler, Ludwig (ed. and tr.), The Patrician Texts in the Book of Armagh, Scriptores Latini Hiberniae 10. Dublin: Dublin Institute for Advanced Studies, 1979.

#### Études
- (en) Jonathan J. G. Alexander, Insular Manuscripts : 6th to the 9th Century, Londres, Harvey Miller, coll. « A survey of manuscripts illuminated in the British Isles » (no 1), 1978, 219 p. (ISBN 978-0-905203-01-0), p. 76-77 (notice 53).
- (en) Richard Sharpe, « Palaeographical considerations in the study of the Patrician documents in the Book of Armagh (Dublin, Trinity College MS 52 », Scriptorium, t. 36, no 1,‎ 1982, p. 3-28 (DOI 10.3406/scrip.1982.1240)